# گیرنده مانوز
گیرنده مانوز (انگلیسی: Mannose receptor) که با نام CD206 هم شناخته می‌شود، نوعی لکتین نوع سی است بیشتر در ماکروفاژها، سلول‌های دندریتیک نابالغ و سلول‌های اندوتلیال سینوزوئیدهای کبد یافت می‌شود. این گیرنده بر روی سلول‌های پوست همچون فیبروپلاست‌های جلدی و کراتینوسیت‌ها هم وجود دارد.
این گیرنده قادر به تشخیص مانوز انتهایی، N-استیل‌گلوکزآمین و ریشه‌های فوکوزی گلیکان‌های متصل به پروتئین‌هایی است که بر سطح برخی میکروب‌ها یافت می‌شود و بدین ترتیب در دستگاه ایمنی ذاتی و دستگاه ایمنی تطبیقی نقش ایفا می‌کند.
از دیگر کارهای این گیرنده، کمک به حذف گلیکوپروتئین‌ها از گردش خون از جمله هورمون‌های گلیکوپروتئینی و آنهایی است که در پاسخ به وقایع بیماری‌زا رها می‌شوند.
این گیرنده، از طریق راه‌های وابسته به کلاترین، به‌طور مداوم میان پوسته یاخته و ساختارهای اندوزومی در حال بازیافت است.